# Timon (género)
Timon é um género de répteis escamados pertencente à família Lacertidae.

## Espécies
- Timon kurdistanicus (Suchow, 1936)
- Timon lepidus (Daudin, 1802)
- Timon nevadensis (Buchholz, 1963)
- Timon pater (Lataste, 1880)
- Timon princeps (Blanford, 1874)
- Timon tangitanus (Boulenger, 1887)